# Cister

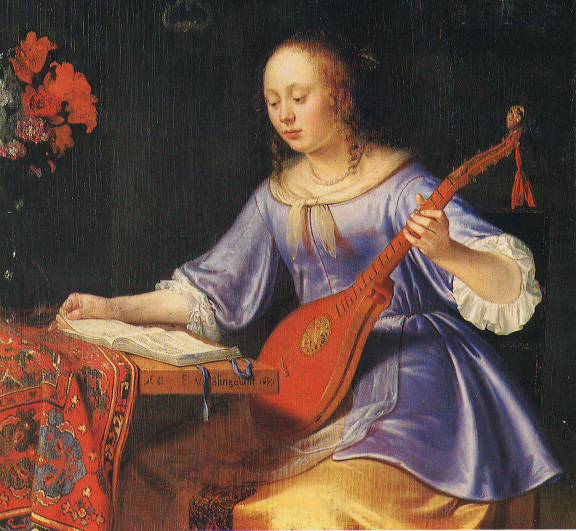
Kvinna med cister, målning på duk 1677 av Pieter van Slingeland (cirka 1630–1691).

Cister, halscittra, cittra eller cittern, ibland bellmansluta, är ett stränginstrument som tillhör familjen lutor. Benämningen cittra var något oegentlig, eller åtminstone flertydig. Instrumentet har hals, päronliknande platt resonanslåda och strängar av metall som varierar i antal. Cistern spelas med fingrarna eller plektrum.

## Historik och varianter
Cistern finns belagd från renässansen. Med sin platta undersida var den mycket enklare och billigare att tillverka än lutan. Den var också lättare att spela på och hålla stämd. Eftersom den var mindre var den lättare att bära med sig än en luta. Detta sammantaget gjorde att instrumentet blev folkligt i lågborgerliga kretsar redan under renässansen, och fram till tidigt 1800-tal fyllde den i viss mån en liknande funktion som gitarren fyller idag. Efter att cistern under 300 års tid varit ett av de vanligaste stränginstrumenten – och trakterats av bland andra Carl Michael Bellman – blev den i början av 1800-talet utkonkurrerad av den allt mer populära gitarren.
En mindre, mandolinliknande variant av instrumentet är cithrinchen. Denna har en klockformad kropp.
Inom modernare irländsk och brittisk folkmusik är cittern ett flatbottnat flerkörigt instrument, närmast synonymt med bouzouki och mandola.

## Kända cisterspelare
- Carl Michael Bellman
- Martin Luther
- Märta Helena Reenstierna [källa behövs]

samt nulevande:
- Ale Carr (cittern)
- Esbjörn Hazelius (cittern)
- Albin Broberg (cittern)
- August Jansson (cittern)